# Levriero afgano
Il levriero afgano è una razza canina di origine afgana riconosciuta dalla FCI (Standard N. 228, Gruppo 10, Sezione 1).
In Afghanistan è noto con il nome di Tāžī Spay (in pashtu: تاژي سپی) o Sag-e Tāzī (in persiano سگ تازی‎).

## Origini e storia
Le origini della razza sono antichissime e vengono fatte risalire al 1000 a.C., nella zona dell'attuale Afghanistan. Come tutti i levrieri, il levriero afgano è stato selezionato come cane da caccia. Inizialmente usato per la caccia alle gazzelle ed altri grandi mammiferi del nord est africano e nelle zone caucasiche.
In Europa questo cane fu introdotto sul finire del XIX secolo, portato, secondo la tradizione, dai soldati britannici di ritorno dalle Guerre Anglo-Afgane.
La razza, inizialmente disomogenea fra gli esemplari, è stata poi uniformata come taglia.

## Caratteristiche

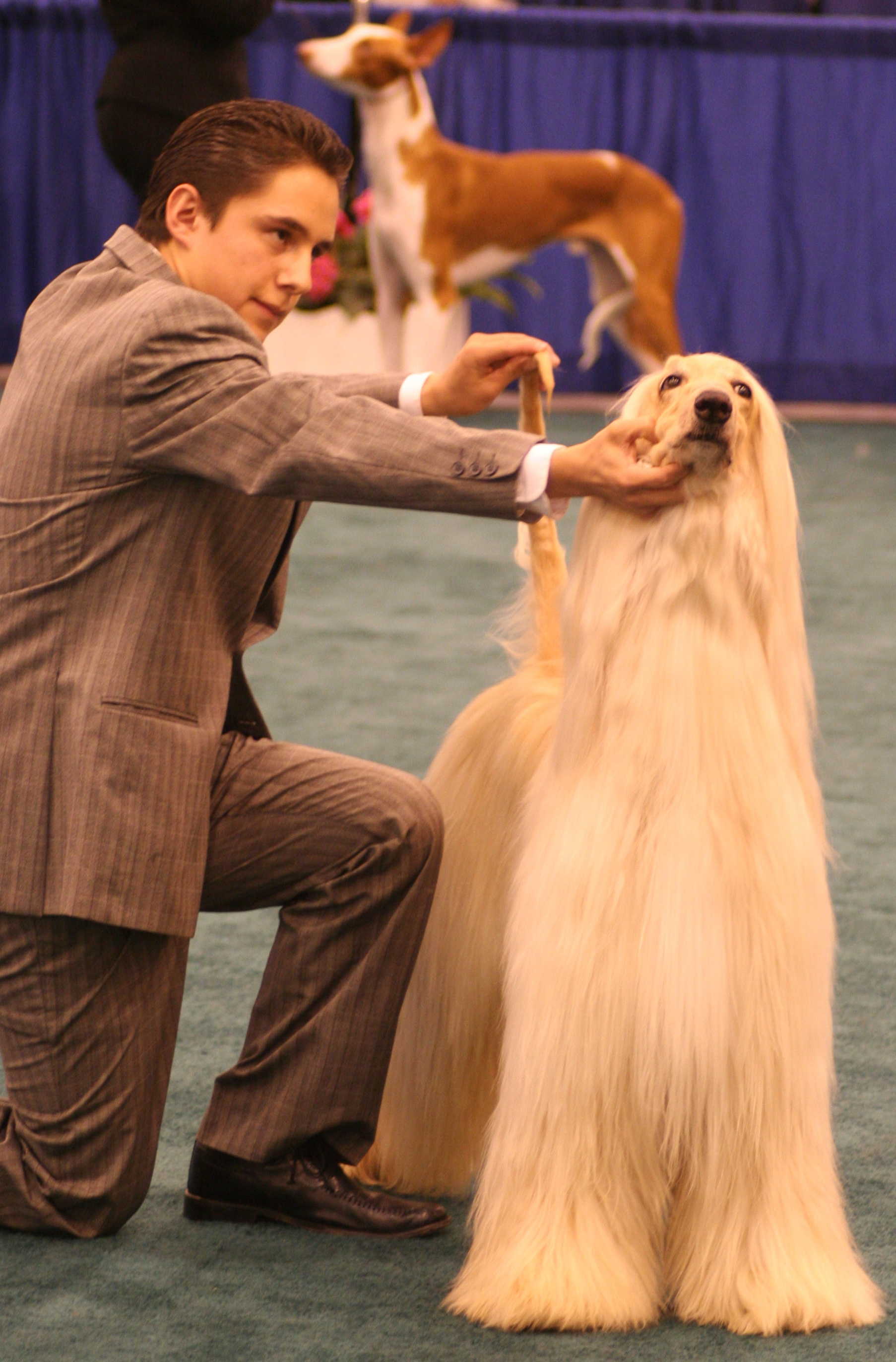
Un levriero afgano ad una mostra

### Aspetto
Cane di taglia grande, snello come tutti i levrieri, con pelo setoso e lungo e struttura fisica leggera e di gran classe. 
Il cranio è ben proporzionato e sormontato da un lungo ciuffo di peli. Il muso è lungo e appuntito, con un naso di colore nero.
L'altezza ideale è per i maschi da 68 a 74 cm e per le femmine da 63 a 69 cm. La coda deve presentare un anello al termine.
Il mantello deve seguire la distribuzione naturale, ma spesso vengono attuati degli interventi di stripping sulla schiena per mettere in risalto la sella. In tutta la seconda metà del XX secolo, le selezioni sono state effettuate in modo da ottenere un mantello sempre più lungo, allo scopo di ottenere un colpo d'occhio suggestivo durante la corsa del Tazi, come se l'animale fluttuasse senza sforzo. Alle mostre sono ammessi tutti i colori.
È un cane robusto, che in condizioni normali non presenta seri problemi di salute e l'incidenza di malattie ereditarie è molto limitata. 
Può vivere mediamente 12-13 anni.

### Colori
Sono ammessi tutti i colori. I colori più diffusi sono il biondo oro, crema o fulvo con maschera scura ed il nero ma esistono anche varietà tigrate. I più rari, molto ricercati e pregiati sono gli Oyster (Madreperla), le caratteristiche di questa varietà senza maschera (con il muso chiaro) sono la groppa di colore grigio argento, il manto bianco e le orecchie con sfumature che vanno dall'avorio al nocciola. Questi ultimi sono una varietà selezionata da pochissimi allevatori in tutto il mondo.

### Attività e temperamento
Cane di rara nobiltà, con temperamento fiero e generoso. Molto intelligente e curioso, dimostra sensibilità e un affetto misurato verso il proprio padrone, con gli estranei è molto riservato, per questo spesso non capito. Ricco di insospettata vitalità e di allegria.
Ha un carattere aristocratico, a volte altezzoso, con atteggiamenti che spaziano da un'estrema eleganza a performance clownesche.
Può essere mordace o timido se non cresce in condizioni ambientali sane, ma non è mai aggressivo. È un ottimo amico dei bambini. Molto difficile da educare, poiché mantiene sempre la sua indipendenza. Può dimostrarsi un po' suscettibile, dominante e poco espansivo.
L'antica attitudine venatoria può estrinsecarsi improvvisamente con fughe impulsive, se non ben sorvegliato. Contrariamente ad altri levrieri più pigri, come il Levriero irlandese, il Levriero afgano ha bisogno di correre quotidianamente per divagarsi e per restare in forma.

## Curiosità
- I levrieri afgani sono poco diffusi anche per il loro prezzo, infatti alcuni esemplari come gli Oyster posso costare anche 5000 euro. Di media però il prezzo è comunque superiore ai 2500 euro. Anche per questo sono fondamentalmente considerati cani d'élite.
- Non perdono mai il pelo, solo una volta nella vita all'età di un anno fanno una muta dal pelo del cucciolo ovattoso e compatto al manto setoso lungo.
- Come tutti i levrieri non hanno odore essendo nati come cani da caccia prevalentemente in zone desertiche non hanno mai sviluppato uno strato sottocutaneo di grasso come nelle altre specie canine, di conseguenza non sudano e non odorano.
- Il levriero afgano presenta alcune caratteristiche dei felini nord africani: l'andatura, gli agguati, la corsa e le orme infatti presentano delle similitudini con alcuni felini.
- Una serie della bambola giocattolo Barbie della Mattel è equipaggiata con un levriero afgano.
- Nel videoclip del brano "Cosa ne pensi Sergio", del cantautore italiano Bugo, il protagonista è un levriero afgano.